# 礼貌理论
礼貌理论（英語：Politeness theory）由佩内洛普·布朗 (Penelope Brown) 和斯蒂芬·C·莱文森 (Stephen C. Levinson) 提出，被用来解释人际交往中人们为下述目标做出的努力：避免（或纠正）侮辱对方的自尊，或宣称对方具有积极的社会价值。        在社会学里，这种自尊被称为“面子”（也即汉语中“挽回颜面”和“丢脸”里提到的“颜面”）。对于社会学的学者来说，礼貌即是保存对方面子、避免损害对方面子的行为。